# 田仁智
田仁智（韓語：전인지，1994年8月10日—），韓國女子職業高爾夫球運動員，曾3度於大滿貫賽事奪冠，包括2015年的美國女子公開賽、2016年的愛維養錦標賽（以低標準杆21杆完成，是不論男女子組於大滿貫賽事的最低記錄）和2022年的LPGA巡迴賽。

## 外部連結
- 田仁智在LPGA巡回赛官方网站
- Chun In-gee （页面存档备份，存于） at the KLPGA Tour official site （韓語）
- 田仁智在女子高爾夫世界排名官方網站
- Profile on Seoul Sisters site （页面存档备份，存于）